# Ursula Lautenschläger
Ursula Lautenschläger, auch Ursula Abramowski-Lautenschläger (* 31. Dezember 1939 in Berlin), ist eine deutsche Grafikerin.

## Leben
Lautenschläger ist seit 1969 freiberuflich als Gebrauchsgrafikerin und Illustratorin tätig. Neben Kinderbüchern und Modellbögen illustriert sie Briefmarken. Sie war bis 1990 Mitglied de Verbands Bildender Künstler der DDR. Unter dem Namen Ursula Abramowski-Lautenschläger wurden 14 Briefmarken in der DDR veröffentlicht, unter anderem in der Reihe Vom Aussterben bedrohte Tiere.
Nach der Wiedervereinigung nahm sie mehrfach an Wettbewerben für Briefmarkenentwürfe teil und war viermal erfolgreich. Im Jahre 1991 wurde der Satz „Sorbische Sagen“ mit zwei Marken ausgegeben, den sie nach Grafiken von Měrćin Nowak-Njechorński entworfen hatte. In den Jahren 2009 und 2018 kreierte sie die Briefmarken zum Tag der Briefmarke. Die 2014 nach ihrem Entwurf herausgegebene Briefmarke 100 Jahre Schachtschleuse Minden stellte das erste Gebäude aus Ostwestfalen-Lippe auf einer Briefmarke dar.
Lautenschläger ist Ehrenmitglied der Allianz deutscher Designer (AGD).

## Werke (Auswahl)

### Bücher
- Ein Jahr hat viele Feste. Postreiter, Halle 1979.
- Vom Mais die Körner. Postreiter, Halle 1983.
- Vom Kohlkopf ein Blatt. Postreiter, Halle 1983.
- Bilder von Berlin. Planet, 1987.

### Lehrmittel
- Mappe mit farbenprächtigen Sonnenuhren aus Karton zum Selberbauen. Nord-Süd-Sonnenuhr – Doppelsonnenuhr, Ost-West-Sonnenuhr – Doppelsonnenuhr, Doppelsonnenuhr mit zwei Schattenwerfern, Kreuzsonnenuhr: Polare Süduhr mit polarer Ost- und Westuhr, Polare Süduhr mit zwei Schattenwerfern. Verlag für Lehrmittel Pössnek, wissenschaftliche Bearbeitung und Text: Arnold Zenkert, Gestaltung: Ursula Abramowski-Lautenschläger, ISBN 3-7493-0239-1, Art.-Nr. 92 530.

### Briefmarken

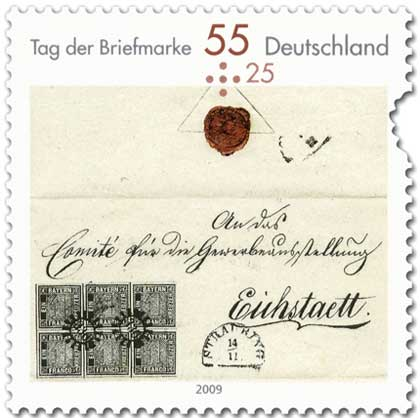
Briefmarke zum Tag der Briefmarke aus dem Jahr 2009

- Briefmarken-Jahrgang 1986 der Deutschen Post der DDR: Fahne der FDJ anlässlich 40 Jahre Freie Deutsche Jugend, (Michel-Katalog-Nr. 3002)
- Briefmarken-Jahrgang 1987 der Deutschen Post der DDR: Serie Vom Aussterben bedrohte Tiere (III), vier Briefmarken mit Fischotter als Motiv (Michel-Katalog-Nr. 3107, 3108, 3109, 3110)
- Briefmarken-Jahrgang 1988 der Deutschen Post der DDR 500. Geburtstag von Ulrich von Hutten als Briefmarkenblock (Michel-Katalog-Nr. 3167)
- Briefmarken-Jahrgang 1989 der Deutschen Post der DDR vier Briefmarken zum 40. Internationalen Kongress für Pferdezucht der sozialistischen Staaten, Berlin (Michel-Katalog-Nr. 3261, 3262, 3263, 3264)
- Briefmarken-Jahrgang 1990 der Deutschen Post der DDR Die Biene (Apis mellifica) auf Apfelblüte, Blühendem Heidekraut, Rapsblüte und Rotklee (Michel-Katalog-Nr. 3295, 3296, 3297, 3298)
- Briefmarken-Jahrgang 1991 der Deutschen Bundespost: Sorbische Sagen, zwei Briefmarken (Michel-Katalog-Nr. 1576, 1577)
- Briefmarken-Jahrgang 2009 der Bundesrepublik Deutschland: Tag der Briefmarke Schätze der Philatelie – Eichstätt-Brief (Michel-Katalog-Nr. 2735)
- Briefmarken-Jahrgang 2014 der Bundesrepublik Deutschland: 100 Jahre Schachtschleuse Minden (Michel-Katalog-Nr. 3107)
- Briefmarken-Jahrgang 2018 der Bundesrepublik Deutschland Plusmarken-Serie: Tag der Briefmarke – 150 Jahre Norddeutscher Postbezirk (Michel-Katalog-Nr. 3412)

## Teilnahme an zentralen und wichtigen regionalen Ausstellungen in der DDR
- 1987/1988: Dresden, X. Kunstausstellung der DDR
- 1978, 1982 und 1986: Berlin, Bezirkskunstausstellungen Gebrauchsgrafik